# Sheridan (métro de Chicago)
Pour les articles homonymes, voir Sheridan.
Sheridan est une station aérienne du métro de Chicago située sur le tronçon de la North Side Main Line au nord du centre-ville dans le quartier de Lakeview. Elle est desservie par la ligne rouge en permanence (7 jours/7 et 24h/24) et par la ligne mauve les jours de match à Wrigley Field.

## Description

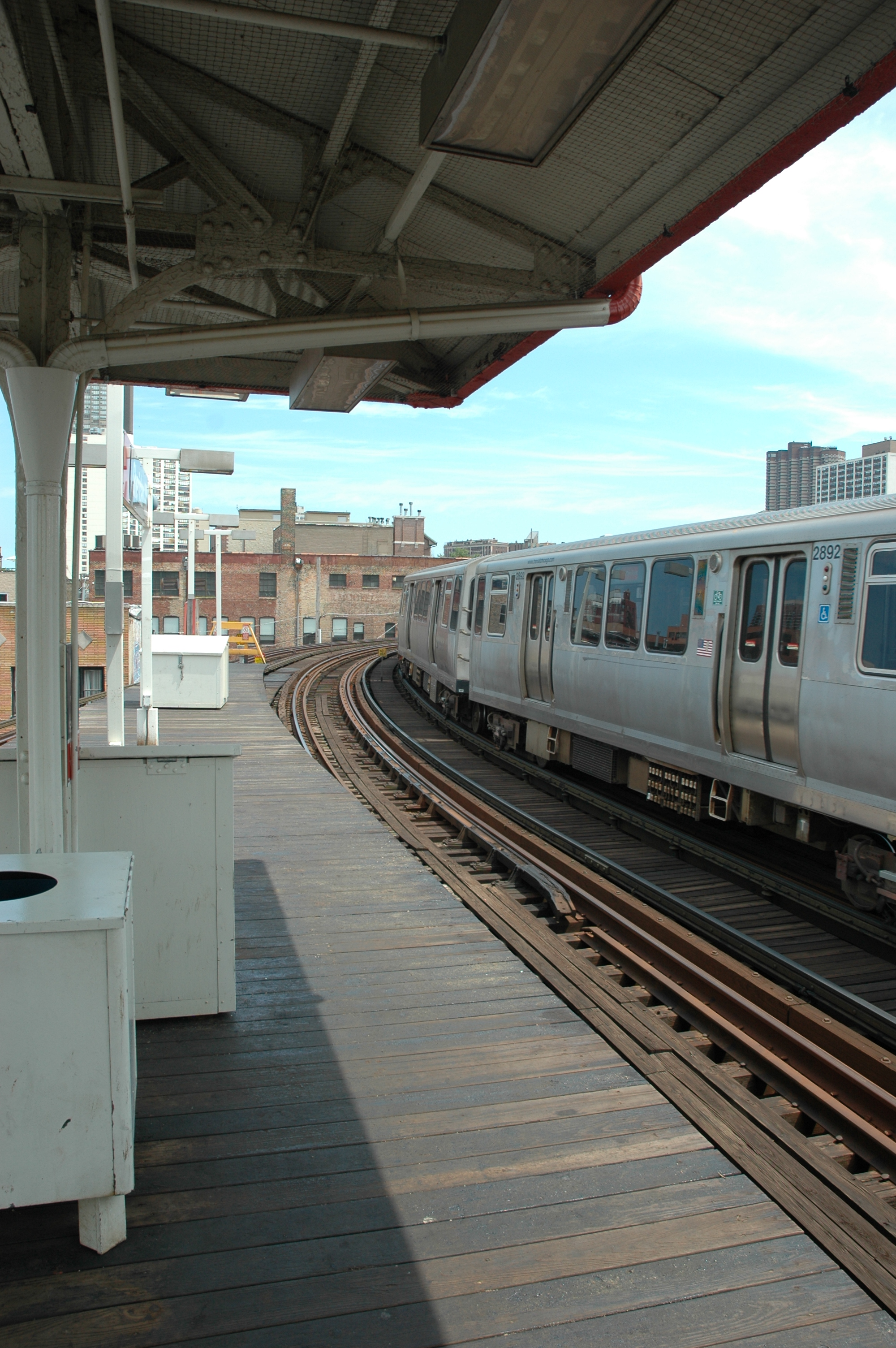
Une rame en station.

Dessinée par Arthur U. Gerber, la station Sheridan a ouvert ses portes en 1900 avant d’être reconstruite en 1924. 
Sheridan est tombée, au fil des années, dans un état de délabrement, perdant beaucoup de ses décorations d'origine, y compris ses appareils d'éclairage. Même si elle conserve sa forme originale, le mobilier est de style beaucoup plus simple aujourd’hui.
La station est traversée par quatre voies et est composée de deux quais. Les rames de la ligne rouge s’arrêtent sur les voies centrales tandis que les rames de la ligne mauve (express, uniquement les soirs de match des Cubs de Chicago à Wrigley Field depuis 2007) s’arrêtent sur les voies extérieures. 
Sheridan se trouve à proximité du cimetière de Graceland et du stade des Cubs, le Wrigley Field.

## Les correspondances avec lebus
Avec les bus de la Chicago Transit Authority :
- #X9 Ashland Express
- #80 Irving Park
- #X80 Irving Park Express
- #151 Sheridan (Owl Service - service de nuit)

## Dessertes
| Nord/Ouest            |  |             |  | Sud/Est                    |
| --------------------- |  | ----------- |  | -------------------------- |
| Wilson vers Howard    |  | ligne rouge |  | Addison vers 95th/Dan Ryan |
| modifier sur Wikidata |  |             |  |                            |